# 塞尔米耶
塞尔米耶（法語：Sermiers，法語發音：[sɛʁmje]）是法国马恩省的一个市镇，位于该省西北部，属于兰斯区。

## 地理
塞尔米耶（49°9'30"N, 3°59'6"E）面积18.23 平方千米，位于法国大東部大區马恩省，该省份为法国东北部内陆省份，北起阿登省，西北接埃纳省，西南接塞纳-马恩省，南至奥布省，东南接上马恩省，东临默兹省。
与塞尔米耶接壤的市镇（或旧市镇、城区）包括：维莱欧讷、沙姆里、库尔塔尼翁、热尔迈讷、楠特伊拉福雷、圣伊莫热、维莱阿勒朗。

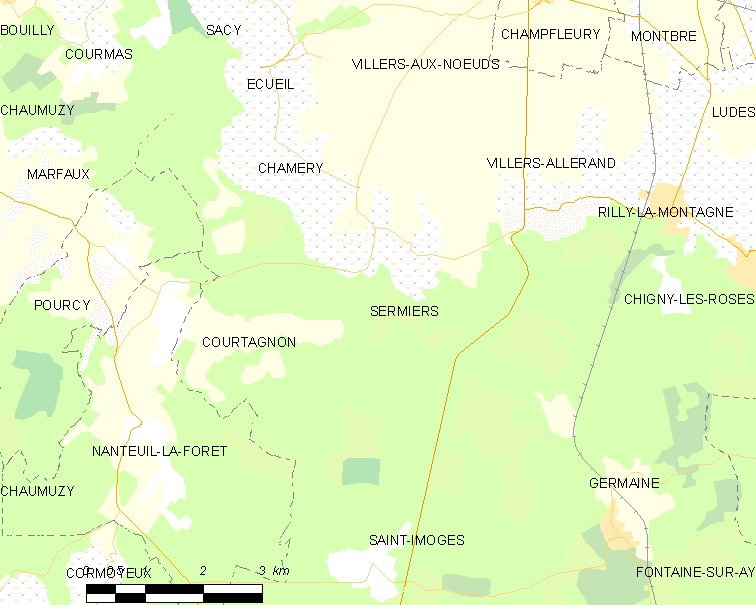
塞尔米耶的OSM定位图

塞尔米耶的时区为UTC+01:00、UTC+02:00（夏令时）。

## 行政
塞尔米耶的邮政编码为51500，INSEE市镇编码为51532。

## 政治
塞尔米耶所属的省级选区为菲姆-兰斯山县。

## 人口

1962-2008年间塞尔米耶人口变化图示

塞尔米耶于2022年1月1日时的人口数量为565人。